# Pavol Glesk
Pavol Glesk  (30. ledna 1931, Lučenec – 15. července 2008) byl slovenský atletický trenér.
Glesk byl spoluzakladatelem atletického mítinku Cena Pravdy, který se později přejmenoval na Pravda-Televize-Slovnaft a potom na Cena Slovenska Slovak Gold. Byl čestným členem Slovenského olympijského výboru. Je po něm pojmenován atletický areál Slovenské technické univerzity v těsné blízkosti internátu Mladá garda v Bratislavě.

## Trenérské úspěchy
- Běh na 100 m
  - Eva Glesková
    - Spoludržiteľka světového rekordu
    - Trojnásobná účastnice olympijských her

- Skok do dálky
  - Eva Šuranová
    - 3. místo na olympijských hrách 1972 (667 cm)
    - 2. místo na ME 1974 (665 cm)

- Běh na 400 m
  - Anna Chmelková
    - 1. místo na ME 1966 (52,9 s)

  - Jozefína Čerchlanová
    - Bývalá slovenská rekordmanka